# 5983 Praxiteles
Az 5983 Praxiteles (ideiglenes jelöléssel 2285 T-2) a Naprendszer kisbolygóövében található aszteroida. Cornelis Johannes van Houten,  Ingrid van Houten-Groeneveld,  Tom Gehrels fedezte fel 1973. szeptember 29-én.